# Tampon
Tampon (frz. ‚Pfropf‘, ‚Bausch‘) bezeichnet in der deutschen Sprache einen länglich gepressten Watte- oder Mullbausch, der in der Medizin für Tamponaden Verwendung findet. Er dient zur Aufnahme von Flüssigkeiten (z. B. Speichel bei Zahnbehandlungen), zur Stillung von Blutungen, zum Zuführen von Arzneistoffen oder auch als Polsterung.
Der Begriff wird heute meistens für das Hygieneprodukt verwendet, das Frauen zum Auffangen des Menstruationsbluts nutzen.

## Gebrauch

Skizze des weiblichen Beckens im Schnitt: Tampon mit Rückholbändchen (lila), Scheide (blau), Gebärmutter (grün), Blase (rot), Mastdarm (gelb), Schambein (grau)

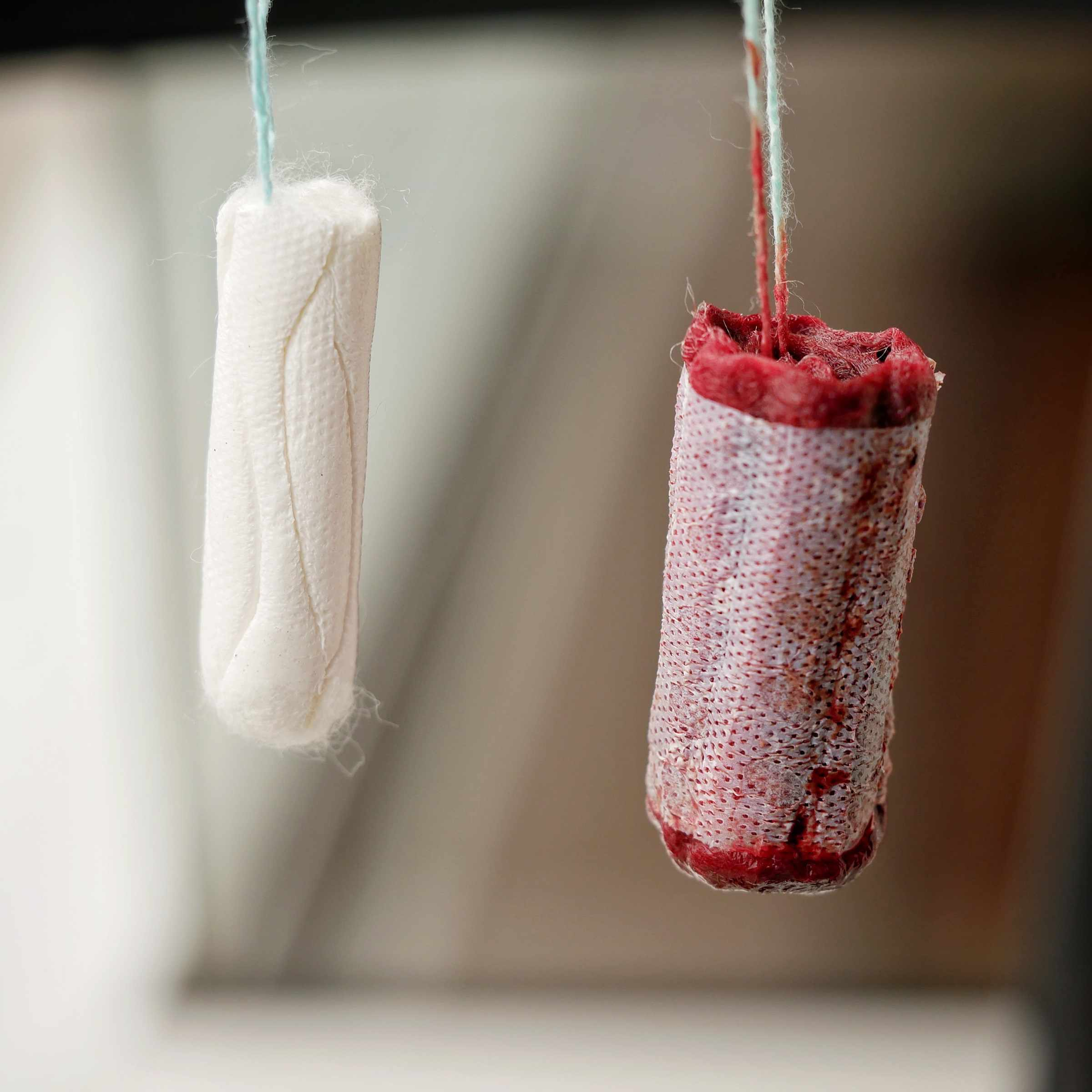
Unbenutzter und benutzter Tampon

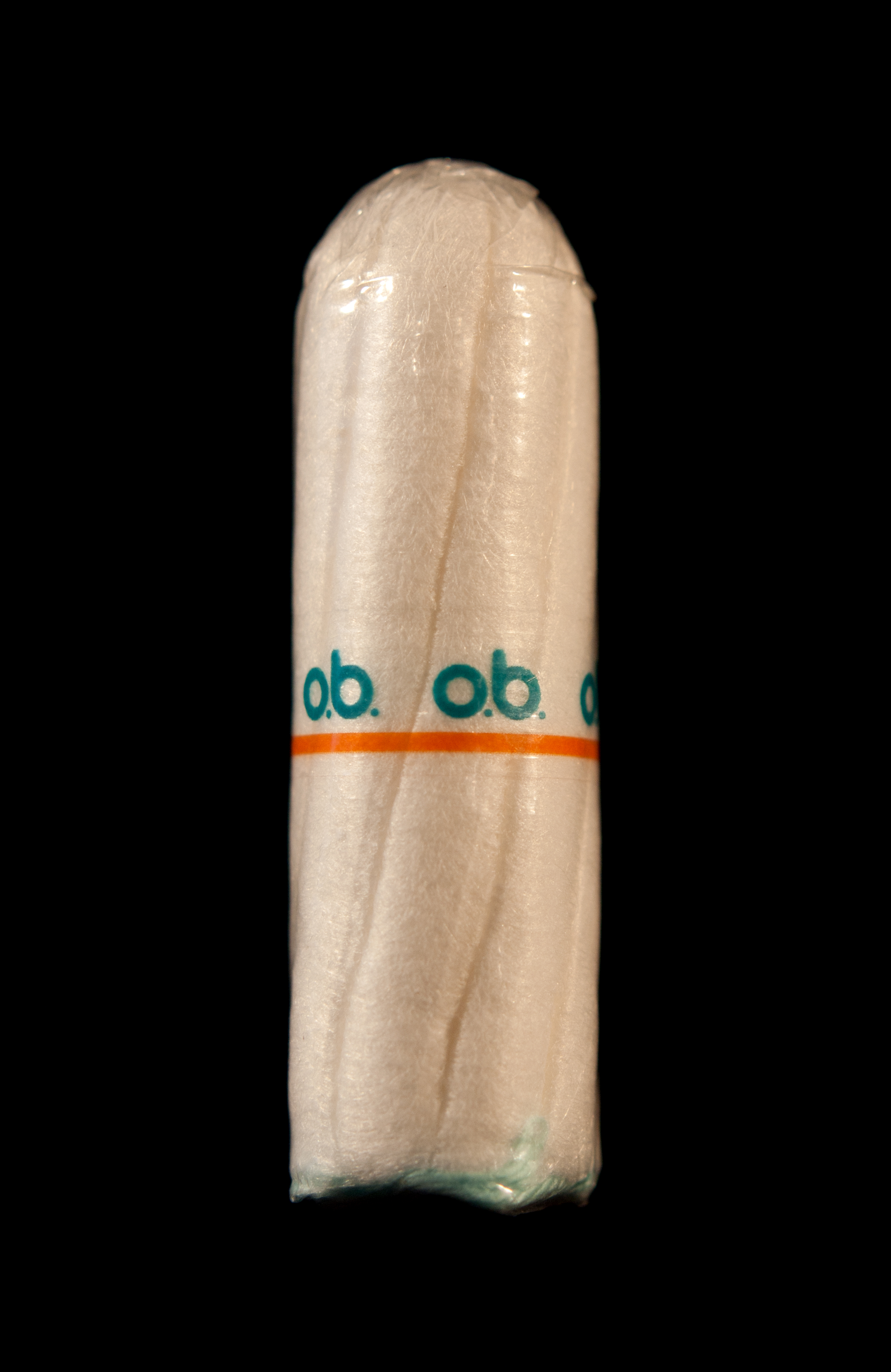
Tampon in der Einzelverpackung, unten erkennbar das zusammengerollte grüne Rückholbändchen

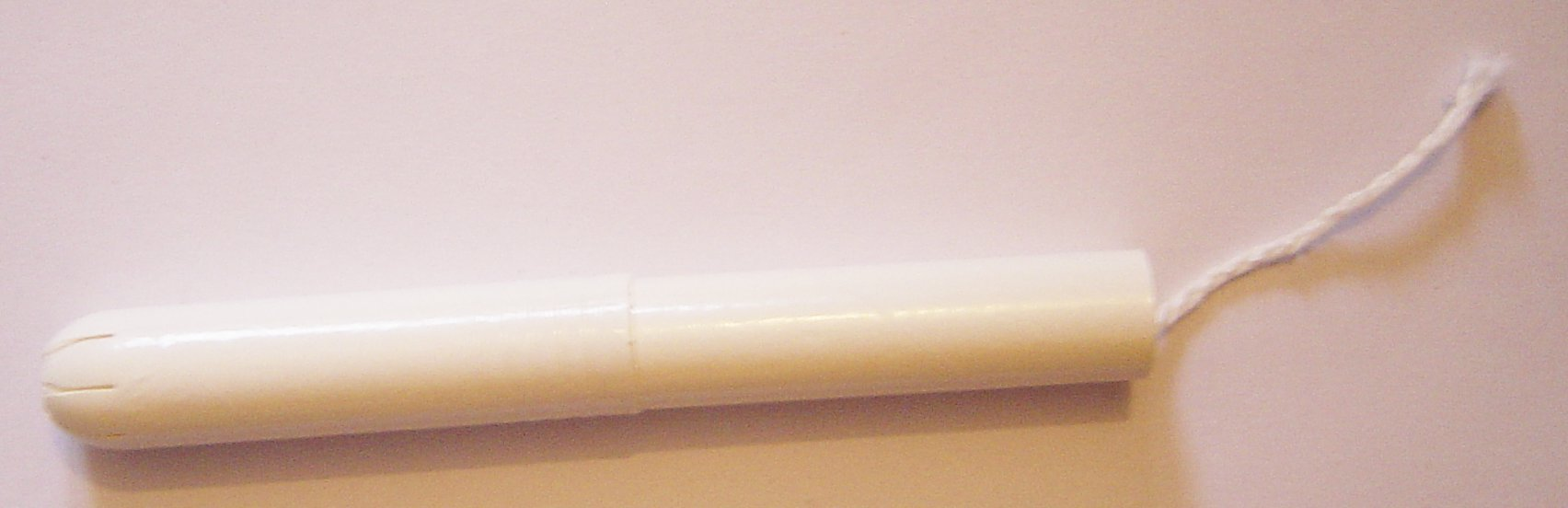
Tampon mit Einführhilfe

Der Tampon wird mit dem Finger oder einer Einführhilfe in den mittleren Teil der Scheide eingeführt, wo es kaum Empfindungsnerven gibt und die Muskulatur ihn an der richtigen Stelle hält. Dort schmiegt sich der Tampon bei Aufnahme von Feuchtigkeit den Scheidenwänden an, indem er sich gleichmäßig ausdehnt. Zur Entfernung ist in den Tampon ein Rückholbändchen eingearbeitet. Tampons werden entweder ohne oder mit Einführhilfe („Applikator“) verkauft. Da das Menstruationsblut bereits im Körper aufgesaugt wird, gerät es nicht in Verbindung mit Sauerstoff. Auf diese Weise werden sowohl ein hoher Tragekomfort gewährleistet als auch unangenehme Gerüche vermieden.
Die European Disposables and Nonwovens Association, ein Zusammenschluss von Vliesstoffherstellern, hat für Europa Richtlinien zur Klassifikation von Tampons nach ihrer Saugfähigkeit erstellt. Durch eine bestimmte Anzahl auf der Verpackungshülle aufgedruckter Tropfensymbole wird diese ausgewiesen; bei nur einem Tropfen sind die enthaltenen Tampons am wenigsten saugfähig, bei sechs am stärksten. Daneben klassifizieren die Tamponhersteller die Größe und Saugfähigkeit oft noch mit Bezeichnungen wie Mini, Normal oder Super, diese Skalen sind aber nicht standardisiert.
Wie andere Hygieneartikel können Tampons Verstopfungen im Abwassersystem verursachen, da sie sich nicht zersetzen, daher sollten sie nicht über die Toilette entsorgt werden. Bei gefährdeten Toilettensystemen oder in öffentlichen Toiletten liegen daher meistens Beutel zur Entsorgung im Abfalleimer der Toilette bereit (insbesondere in Zügen, Schiffen oder Flugzeugen, aber auch in privaten Toiletten, bei denen elektrische Abwasserpumpen eingesetzt werden müssen, was meistens in Kellern oder Dachböden der Fall ist).

### Toxisches Schocksyndrom
Das Vergessen von Tampons in der Scheide kann in seltenen Fällen zu einem toxischen Schocksyndrom (TSS) führen (umgangssprachlich „Tamponkrankheit“), das von Bakterientoxinen ausgelöst wird, meist von Staphylococcus aureus, auch von Streptokokken. TSS kann zu schweren Schädigungen führen (Nierenschädigung, Leberfunktionsstörung, Multiorganversagen). Obwohl das Risiko eines TSS gering ist, sollte der Tampon alle vier bis acht Stunden gewechselt werden.

## Qualitätskontrolle

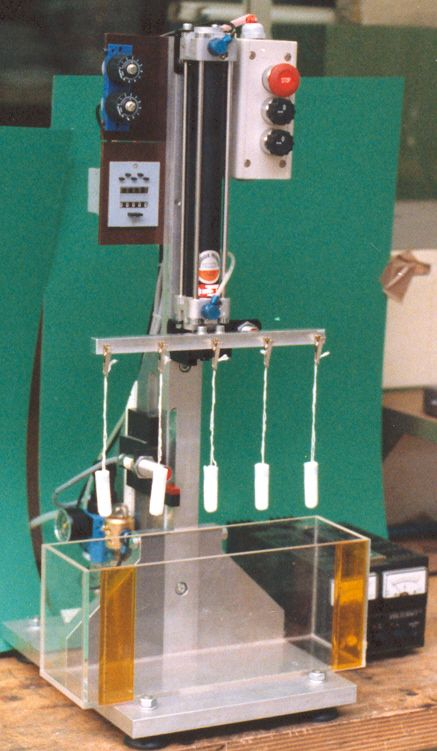
Tampon-Tauchgerät zum Prüfen des Entspiralisierungsvorgangs

Mit Hilfe einer Syngina (ein Kunstwort aus „synthetische Vagina“) wird das Aufnahmevermögen / Absorptionsvermögen / die Saugstärke eines Tampons ermittelt, während Tampon-Tauchgeräte zum Prüfen der Entspiralisierung im Einsatz sind.

## Tamponproduktion

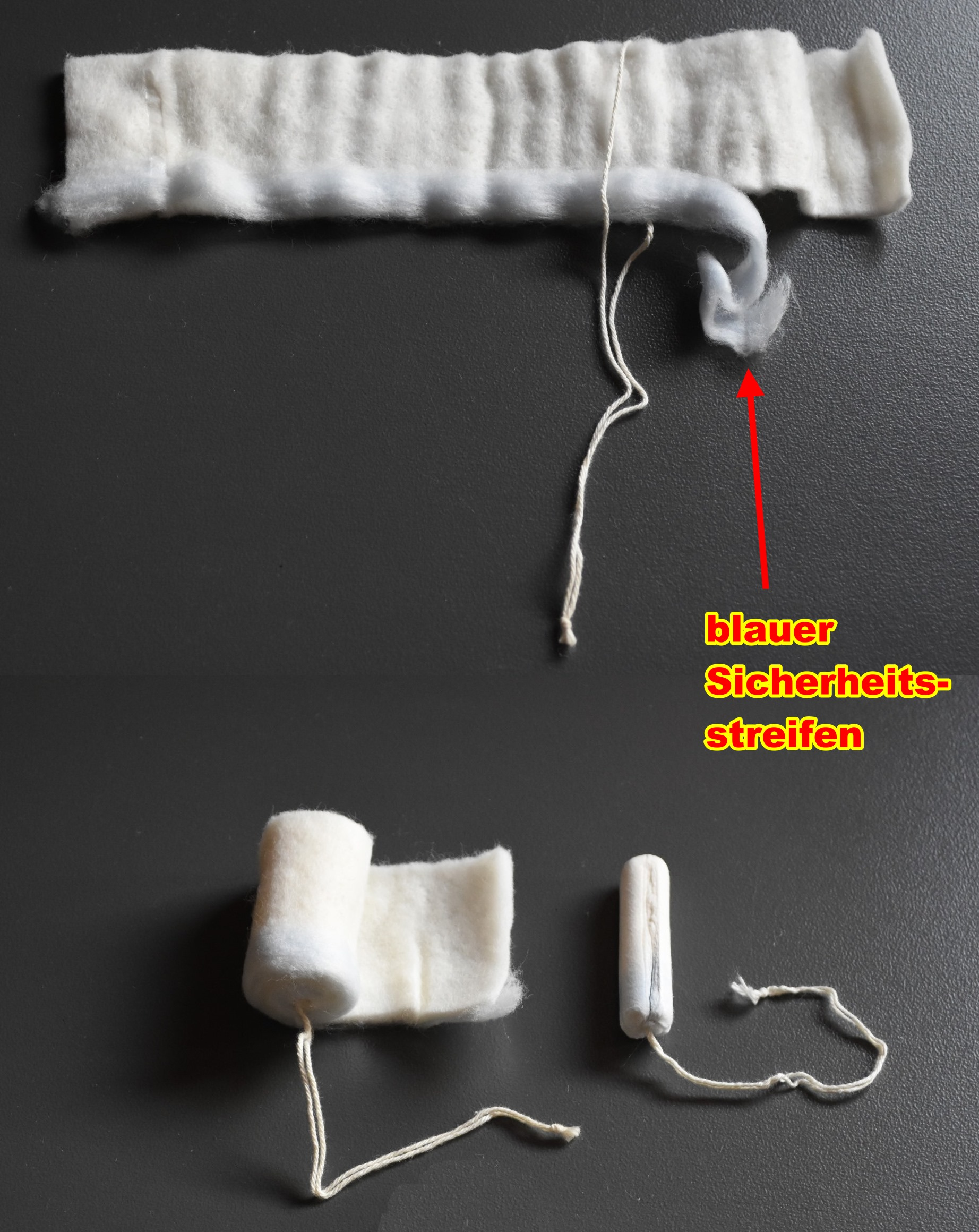
Grundsätzlicher Aufbau und Materialien eines Tampona-Tampons

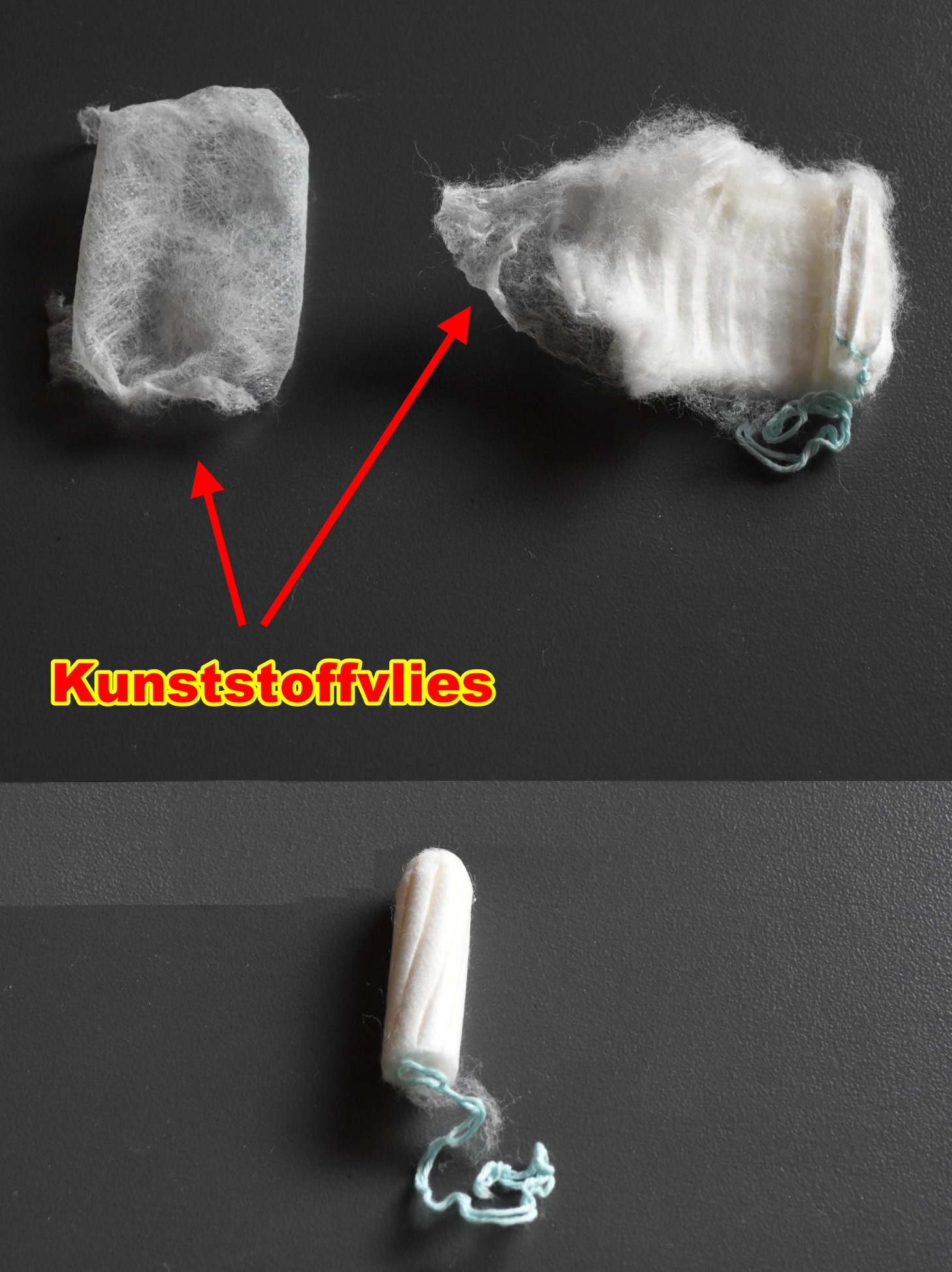
Grundsätzlicher Aufbau und Materialien eines o.b.-Tampons

Der Tampon wird aus einem etwa 250 mm langen und 50 mm breiten Viskose-Watte-Streifen plus umgelegten und zugeknoteten Rückholfaden produziert. Als Rohmaterial wird die Viskosewatte zugeführt, welche sich auf einer Rolle (Bobine) mit einem Außendurchmesser von etwa einem Meter befindet, sowie der Rückholfaden, der auf einer in der Textilindustrie üblichen Spule aufgewickelt ist. Beim Tampon der Marke „Tampona“ befindet sich noch am Ende, wo der Rückholfaden herausragt, ein hellblauer, schmaler Extra-Viskosewattestreifen, der das Aufnahmevermögen des Tampons in kritischen Situationen sichern soll. Das Rohmaterial dieses hellblauen Sicherheitsstreifens befindet sich ebenso auf einer in der Textilbranche ähnlichen Spule. Die große Bobine mit der 50 mm breiten Viskosewatte wird abgerollt und nach 250 mm wird ein Stück davon abgeschlagen/zerrupft. Es wird nicht geschnitten, da ein faseriges Ende sich nach dem Wickelvorgang besser an die Watterolle anschmiegt und somit einem Entspiralisieren des Tampons vorbeugt. Zudem entsteht keine harte Kante. Beim Tampona-Tampon wird vorab noch der hellblaue Sicherheitsstreifen an die richtige Stelle platziert und gleichzeitig mit abgeschlagen.
Bei den modernen o.b.-Tampons wird noch ein etwa 40 mm breites und 50 mm langes Kunststoffvlies an einem Ende per Siegelschweißung angebracht. Dieses Kunststoffvlies bildet nach dem Wickelvorgang einen schmalen Mantel/breiten Gürtel um den o.b.-Tampon und soll aufgrund seiner seidigen Oberfläche im Vergleich zu der sehr faserigen Viskosewatte das spätere Einführen des Tampons in die Scheide erleichtern. Darüber hinaus verhindert dieses Kunststoffvlies ein Entspiralisieren des o.b.-Tampons.
Im Anschluss daran wird der Rückholfaden um das etwa 250 mm lange und 50 mm breite Viskosewattestück gelegt, abgetrennt und die beiden losen Enden mittels eines „Vakuumknoters“ zugeknotet. Beim Tampona-Tampon liegt der Rückholfaden etwa im Verhältnis 2/3 zu 1/3 am hinteren Ende des 250 mm langen und 50 mm breiten Viskosewattestreifens. Beim o.b.-Tampon liegt er etwa in der Mitte. Der 250 mm lange Tampona-Viskosewattestreifen wird dann mittels einer Zwei-Zinken-Gabel aufgewickelt, so dass sich zum Schluss ein schneckenförmiges rundes Rohteil, die Watterolle, ergibt. Beim o.b.-Tampon greift die Gabel etwa in der Mitte des langen Streifens ein und wickelt so beide Enden gleichzeitig auf. Dieser Vorgang läuft schneller ab, als dies bei der Herstellung des Tampona-Tampons der Fall ist.
Nach dem Wickelvorgang wird die Watterolle in das beheizte Presswerkzeug gesteckt und per hohem Druck in Kombination mit einer hohen Temperatur zum eigentlichen Tampon geformt. Das Presswerkzeug (mit seinen meist acht Pressbacken) ist so gefertigt, dass die gewünschte Anzahl und Form der Tamponrillen genau hergestellt/ausgeprägt werden. Nach dem Presswerkzeug werden die geformten Tampons in eine Metallhülse übergeben. Diese befindet sich mit weiteren zahlreichen Hülsen am äußeren Umfang einer größeren Scheibe. Diese dreht sich mit jedem Takt weiter. Während der Stillstandszeit (der kurzen Ruhephase) eines Taktvorganges wird der Rückholfaden aufgewickelt und an das Tamponende angelegt und der Tamponkopf geformt. Gleichzeitig halten die Hülsen die Tampons in Form, da der Formvorgang (quasi ein „Ausbacken/Aushärten“ des Tampons) verhältnismäßig lange dauern muss (rund 1 Minute).
Danach ist der Tampon fertig und wird im Anschluss daran unmittelbar in Folie einzelverpackt. Das ist sehr wichtig, weil die Rückstellkräfte der gepressten Viskosewatte den noch warmen Tampon sonst wieder aufgehen lassen. Zudem sind einzelverpackte Tampons von der Verbraucherin hygienischer zu lagern und mitzunehmen. Danach werden die Tampons zur Faltschachtel-Verpackungsmaschine transportiert und in der gewünschten Anzahl verpackt. Anschließend geht es zum Kartonierer, um verkaufsfähige Gebinde herzustellen.
Im ehemaligen Tampona-Werk in Dülken wurden die Tampons auf Maschinen des Schweizer Herstellers Ruggli mit rund 100 Takten pro Minute hergestellt.
Die o.b.-Tampons werden im Werk Wuppertal von Johnson & Johnson auf eigenentwickelten Sondermaschinen mit sehr hohen Taktzahlen in sehr großen Stückzahlen hergestellt. Allein das o.b.-Werk in Wuppertal produziert jährlich über 2 Milliarden Tampons, die in über 45 Länder exportiert werden (Stand März 2015).
Bei der Tamponproduktion muss unter anderem die Luftfeuchtigkeit exakt eingehalten werden, da die Viskosewatte zur optimalen Verarbeitung eine genaue Restfeuchtigkeit aufweisen muss. Entsprechende Hygrometer mit Aufzeichnungsfunktion zur Dokumentation befinden daher überall in den Produktionshallen.

## Geschichte
Ägyptische Inschriften lassen darauf schließen, dass bereits zu pharaonischer Zeit eine Art Tampon aus weichen Papyrusblättern benutzt wurde. Im 5. Jahrhundert v. Chr. erwähnt der griechische Arzt Hippokrates Tampons aus mit Stoff umwickelten Holzstückchen.
Am 19. November 1931 beantragte der in Denver, Colorado praktizierende Arzt Earle Cleveland Haas Patentschutz für den von ihm entwickelten ersten Tampon mit Einführhilfe, den er „Tampax“ nannte. Tampax bestand aus gepresster Watte, durch die ein Bändchen verlief, welches das Entfernen des Tampons ermöglichte (der sogenannte Rückholfaden). Schon für diese ersten Tampons gab es einen Applikator.
Am 16. Oktober 1933 kaufte die Ärztin Gertrude Tendrich aus Denver für 32.000 $ Patent und Markenrecht von Haas und gründete die Firma Tampax zur Massenproduktion von Tampons. Der Verkauf der Tampons lief zunächst schleppend an, da die zumeist männlichen Apotheker Scheu davor hatten, einen Hygieneartikel für den weiblichen Intimbereich zu führen. Beharrlich hielt sich auch die Vorstellung, man könne durch die Benutzung von Tampons das Hymen verletzen. Diese Befürchtung ist bis heute weit verbreitet, weswegen sie unter den FAQs auf den Websites der Tamponhersteller erscheint. Tampax ließ die prospektiven Kundinnen durch Geschlechtsgenossinnen ansprechen und betrieb eine große Werbekampagne, was die Verkaufszahlen schließlich erhöhte.
In Deutschland stieß der deutsche Ingenieur Carl Hahn 1947 bei der Lektüre einer amerikanischen Illustrierten auf eine Anzeige für Tampons, die ihn zur Entwicklung eines Tampons für den deutschen Markt anregte. Den entscheidenden Teil des Herstellungsverfahrens ließen sich Hahn und sein Mitarbeiter, der Jurist Heinz Mittag, patentieren: Sie ließen hochelastische Watterollen mittels hohem Druck und Temperatur von einem speziellen Presswerkzeug auf Format pressen. Das Produkt für den deutschen Markt erhielt den Namen Ohne Binde, kurz „O. B.“.
Während in den USA 88 % und in Großbritannien 60 % aller Frauen Tampons mit Einführhilfe verwenden, ist deren Anteil in Deutschland gering.
Die Marke Tampax wurde von den Vereinigten Papierwerken des Fürther Unternehmers Gustav Schickedanz lizenziert und neben der Marke Tampona im Werk Dülken bis zu Beginn der 2000er Jahre produziert. Die Marke Tampax wurde mit einer Einführhilfe aus zwei Pappröhrchen unterschiedlichen Durchmessers vertrieben, die bei der Anwendung ineinander geschoben wurden.
In der Anfangszeit wurden Tampons vor allem aus Baumwolle hergestellt. Mittlerweile wird vornehmlich Viskose verwendet, die durch spezielle Ausrüstung und Querschnitte saugfähiger gemacht werden kann. Die chemische Zusammensetzung der Viskosefasern, deren Grundbestandteil Zellulose ist, ähnelt der von Baumwolle, allerdings verhaken sich Viskosefasern nicht miteinander. Neben Tampons aus Viskose sind Biotampons erhältlich, das heißt, Tampons, die nur aus biologisch angebauter Baumwolle bestehen, sowie Softtampons aus Schaumstoffschwämmen. Seit 2002 sind auch sogenannte probiotische Tampons auf dem Markt, die in der Scheide Milchsäurebakterien abgeben sollen.